# Grand Est

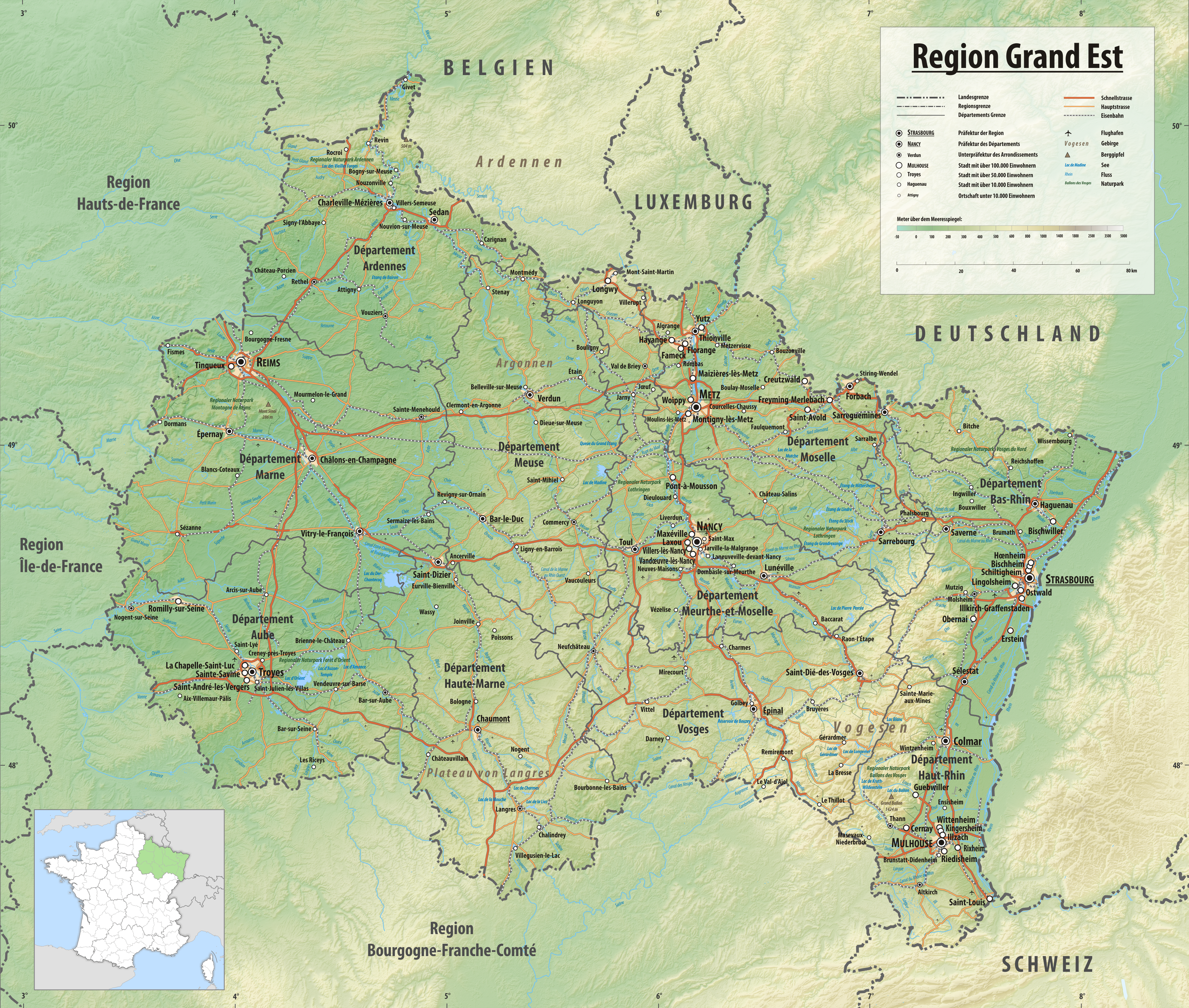
A régió domborzati térképe

Grand Est (jelentése: ’nagy Kelet’) Franciaország egyik közigazgatási régiója az ország északkeleti részén. Egy 2014 végén hozott törvény alapján jött létre három korábbi régió: Elzász, Lotaringia és Champagne-Ardenne egyesítésével. Hivatalosan 2016. január 1-én alakult meg. Székhelye Strasbourg.

## Elhelyezkedése
Grand Est régió Franciaország északkeleti részén terül el. Északon Belgiummal és Luxembourggal, keleten, északkeleten Németországgal, délkeleten Svájccal, délen Burgundia-Franche-Comté, nyugaton Île-de-France, északnyugaton Hauts-de-France régióval határos. Keleti határán folyik észak felé a Rajna, Nyugat-Európa egyik legfontosabb folyami víziútja.

## Közigazgatási beosztás
A régió tíz megyéből áll.

|    | Megye              | (Al)prefektúra       | Kerület | Kanton | Község |
| -- | ------------------ | -------------------- | ------- | ------ | ------ |
| 8  | Ardennes           | Charleville-Mézières | 4       | 19     | 448    |
| 10 | Aube               | Troyes               | 3       | 17     | 431    |
| 51 | Marne              | Châlons-en-Champagne | 4       | 23     | 611    |
| 52 | Haute-Marne        | Chaumont             | 3       | 17     | 426    |
| 54 | Meurthe-et-Moselle | Nancy                | 4       | 23     | 591    |
| 55 | Meuse              | Bar-le-Duc           | 3       | 17     | 499    |
| 57 | Moselle            | Metz                 | 5       | 27     | 725    |
| 67 | Bas-Rhin           | Strasbourg           | 5       | 23     | 514    |
| 68 | Haut-Rhin          | Colmar               | 4       | 17     | 366    |
| 88 | Vosges             | Épinal               | 3       | 17     | 507    |
|    | Összesen:          | Összesen:            | 38      | 200    | 5118   |

## Népesség
| Lakosok száma | 5 555 186 | 5 549 586 | 5 550 389 | 5 556 219 | 5 562 651 | 5 561 287 | 5 560 079 |
|               | 2016      | 2017      | 2018      | 2019      | 2020      | 2021      | 2022      |